# 奧基奧溫格 (新墨西哥州)
奧基奧溫格（英語：Ohkay Owingeh）是位於美國新墨西哥州里奧阿里巴縣的普查規定居民點。

## 人口
根據2020年美國人口普查的數據，奧基奧溫格的面積為0.07平方千米，皆為陸地。當地共有人口1464人，而人口密度為每平方千米20,914.29人。